# Lotte Laserstein
Lotte Laserstein (1898—1993), va ser una pintora i retratista alemanya.
Laserstein va crear les seves grans obres en el període d'entreguerres. Després de la Segona Guerra Mundial, les seves obres van consistir en inofensius retrats que mancaven del vigor de la seva primera obra. Àdhuc sent Laserstein una artista jueva, la seva primera obra era típica punt del moviment d'avantguarda Nova Objectivitat, tendències que miraven al passat en l'art alemany de l'època. Les seves obres estaven poblades d'intel·lectuals atenuats com els que es veu en els retrats de Christian Schad (el Retrat de la Baronessa Wassilko, per exemple), però les seves figures també sovint tenien un aspecte fort, fred, i atlètic que les faria apropiades per als pòsters de propaganda nazi. Una pintura d'una jugadora de tennis, rebentant d'energia, és un bon exemple d'aquest tipus. L'estil realista de les seves pintures sembla molt proper a l'art reaccionari de l'època.
L'obra mestra de Laserstein va ser la gran pintura de 1930 Abend über Potsdam (Tarda sobre Potsdam) o El jardí de teulades, Potsdam, un fris d'amics que gaudeixen d'un sopar en la terrassa, amb el perfil de Potsdam en la distància llunyana. L'estat d'ànim és pensatiu, ple de malenconia, i la pintura aconsegueix l'emoció més profunda de totes les seves obres.
Laserstein va ser redescoberta el 1987, quan Thomas Agnew and Sons i la Galeria Belgrave van organitzar una exposició conjunta i la venda de les seves obres que havia conservat en la seva col·lecció personal, incloent Abend über Potsdam.